# Szojuz TMA–10M
A Szojuz TMA–10M a Szojuz TMA–M orosz háromszemélyes szállító/mentőűrhajó űrrepülése volt 2013–2014-ben. A 37. expedíció és a 119. Szojuz űrhajó (1967 óta).

## Küldetés
Hosszú távú cserelegénységet szállított az ISS fedélzetére. A tudományos és kísérleti feladatokon túl az űrhajók cseréje volt szükségszerű.

## Jellemzői
2013. szeptember 25-én a Bajkonuri űrrepülőtér 1/5-ös indítóállomásról egy Szojuz–FG juttatta Föld körüli, közeli körpályára. Több pályamódosítást követően szeptember 26-án a Nemzetközi Űrállomást (ISS) automatikus vezérléssel megközelítette, majd sikeresen dokkolt. Az orbitális egység pályája 92,87 perces, 51,65 fokos hajlásszögű, elliptikus pálya-perigeuma 420 kilométer, apogeuma 424 kilométer volt.
A Progressz teherűrhajókkal (M–16M, M–17M, M–17M) új megközelítési technikát próbáltak ki, hogy ne legyen kétnapos a megközelítés ideje (egészséges szintre emeljék az űrhajósok komfortfokát). Az orbitális egység pályára állását követő nyolcszori gyorsítással elérték az ISS pályamagasságát. A technikai fejlesztések eredményeként a felszállás-dokkolás volt a leggyorsabb művelet, 6 óra időtartamot vett igénybe. A további repülések során egy tipikus transzatlanti repülési idővel (3 óra 30 perc – 4 óra) tervezik az ISS megközelítését. A dokkolásnál előírt műveleti sorrend további 6 órát vett igénybe, amíg átmehettek az űrállomásra.
A mostani megközelítés különlegessége az volt, hogy közben az ISS-éhez közeli pályán tartózkodott az amerikai Cygnus teherűrhajó első, kísérleti példánya. Ennek eredetileg már vasárnap kapcsolódnia kellett volna az űrállomáshoz, de a megközelítés egy adatformátummal összefüggő probléma miatt meghiúsult. Ezután úgy döntöttek az amerikai űrhivatal (NASA) illetékesei, hogy inkább a Szojuz útjára koncentrálnak. Eközben bőven marad idő a Cygnus programozási hibájának javítására is. Így az Orbital Sciences Corporation cég magán-teherűrhajójának következő dokkolási kísérletét az eredetihez képest egy héttel elhalasztották.
A Kotov–Rjazanszkij páros három űrsétán vett részt, az egyiken a történelemben először az olimpiai fáklyát is megjáratták a nyílt világűrben. Hopkins és a NASA másik űrhajósa, Rick Mastracchio két űrállomáson kívüli munkát végzett, az elromlott hűtőrendszert javították meg.
A Szojuz TMA–10M magyar idő szerint 2014. március 11-én éjjel 1 óra körül vált el az ISS Poiszk moduljától. A landolás időpontja magyar idő szerint még aznap 4 óra 24 perckor történt meg.

## Személyzet

### Felszállásnál
- Oleg Valerjevics Kotov (3) parancsnok,  Oroszország
- Szergej Nyikolajevics Rjazanszkij (1) fedélzeti mérnök,  Oroszország
- Michael Scott Hopkins (1) fedélzeti mérnök,  Egyesült Államok

#### Tartalék személyzet
- Alekszandr Alekszandrovics Szkvorcov parancsnok,  Oroszország
- Oleg Germanovics Artyemjev fedélzeti mérnök,  Oroszország
- Steven Ray Swanson fedélzeti mérnök,  Egyesült Államok

### Leszálláskor
- Oleg Valerjevics Kotov (3) parancsnok,  Oroszország
- Szergej Nyikolajevics Rjazanszkij (1) fedélzeti mérnök,  Oroszország
- Michael Scott Hopkins (1) fedélzeti mérnök,  Egyesült Államok